# مجموعه تاریخی کوشک
مجموعه تاریخی کوشک، شامل مسجد، حمام، حوض‌انبار و آب‌انباری است که در نزدیکی دروازهٔ قاین در شهر تاریخی تون (فردوس امروزی) قرار گرفته‌اند.
مسجد کوشک ، قدیمی‌ترین مسجد استان خراسان جنوبی بوده و بر اساس شواهد معماری موجود و فرم پلان، بنای اولیه آن به سده‌های نخست اسلام برمی‌گردد.
همچنین با توجه به ساختار بنا و کتیبه‌های دراویش، به ویژه آیه پیشانی محراب، به نظر می‌رسد که این بنا در اصل نه یک مسجد، بلکه شاید یک خانقاه و در دوره‌های دورتر (قبل از اسلام) شاید یک آتشکده بوده‌است.
حمام کوشک، در جلوی ایوان ورودی و به صورت زیرزمینی بوده و متعلق به دورهٔ تیموری است.
مسجد و حمام کوشک به ترتیب به شماره‌های ۱۱۹۹۲ و ۱۱۹۹۰ در فهرست آثار ملی کشور به ثبت رسیده‌اند.

## نگارخانه

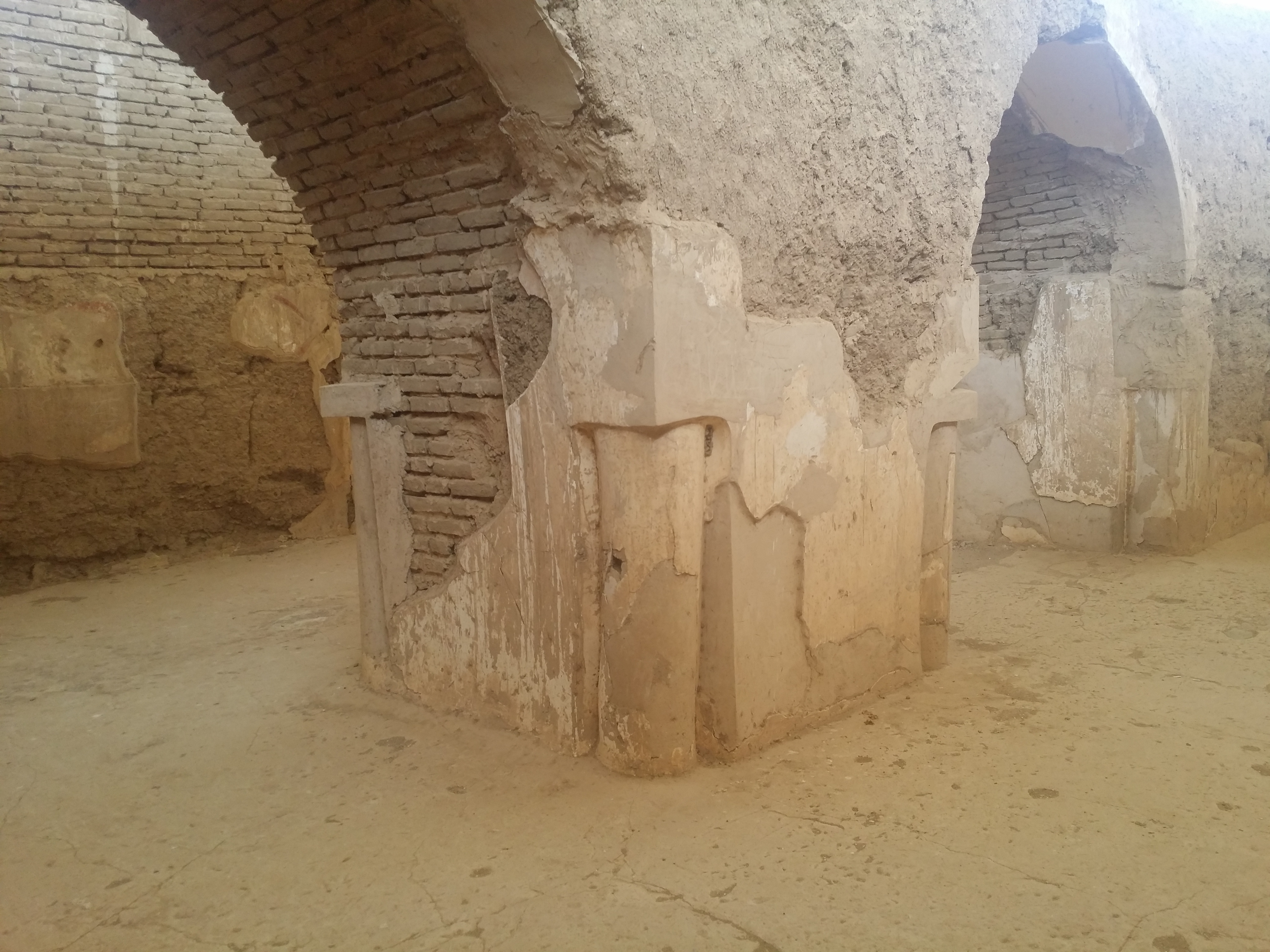
نمای درونی از مسجد کوشک
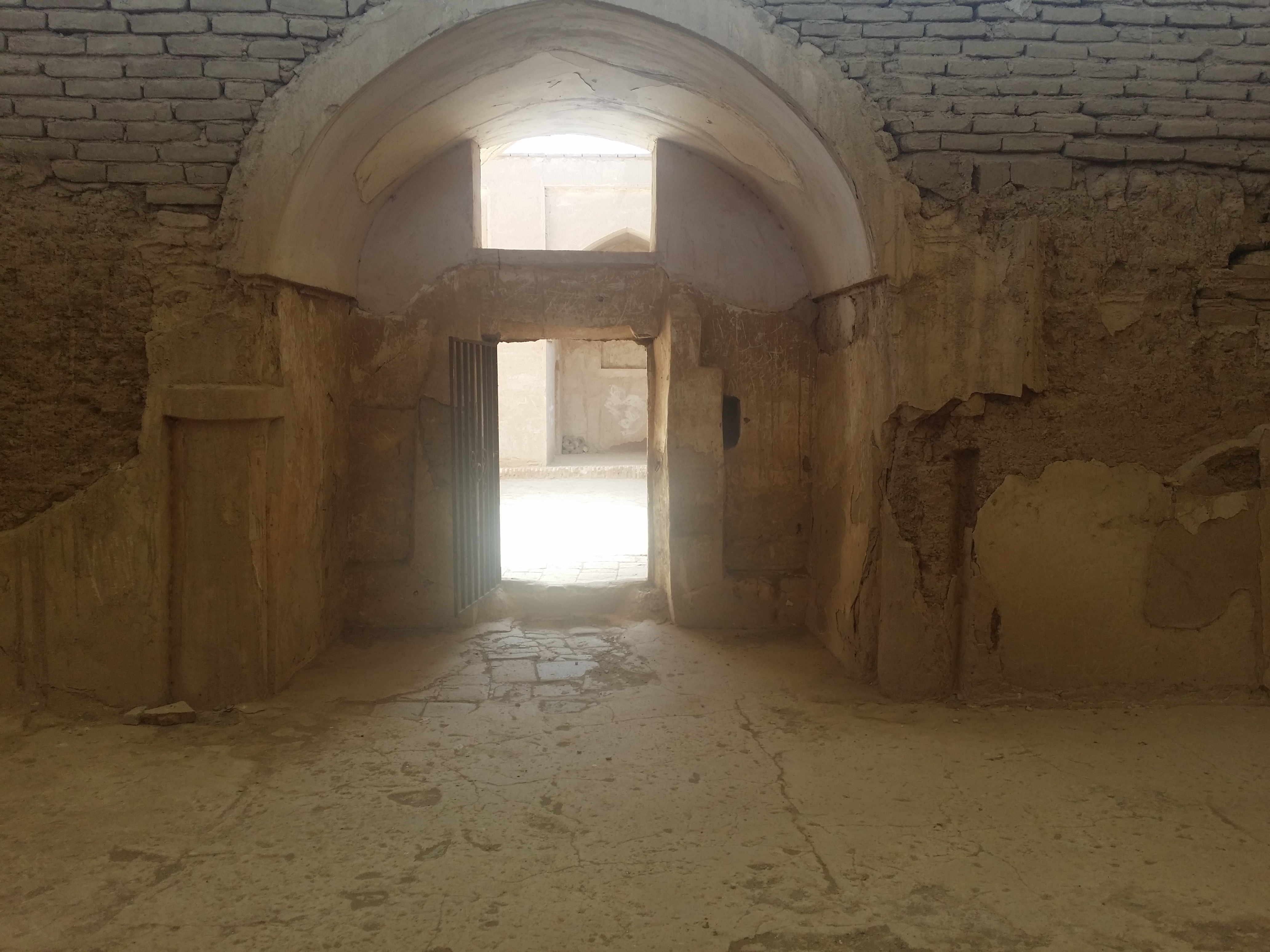
نمای درونی از مسجد کوشک
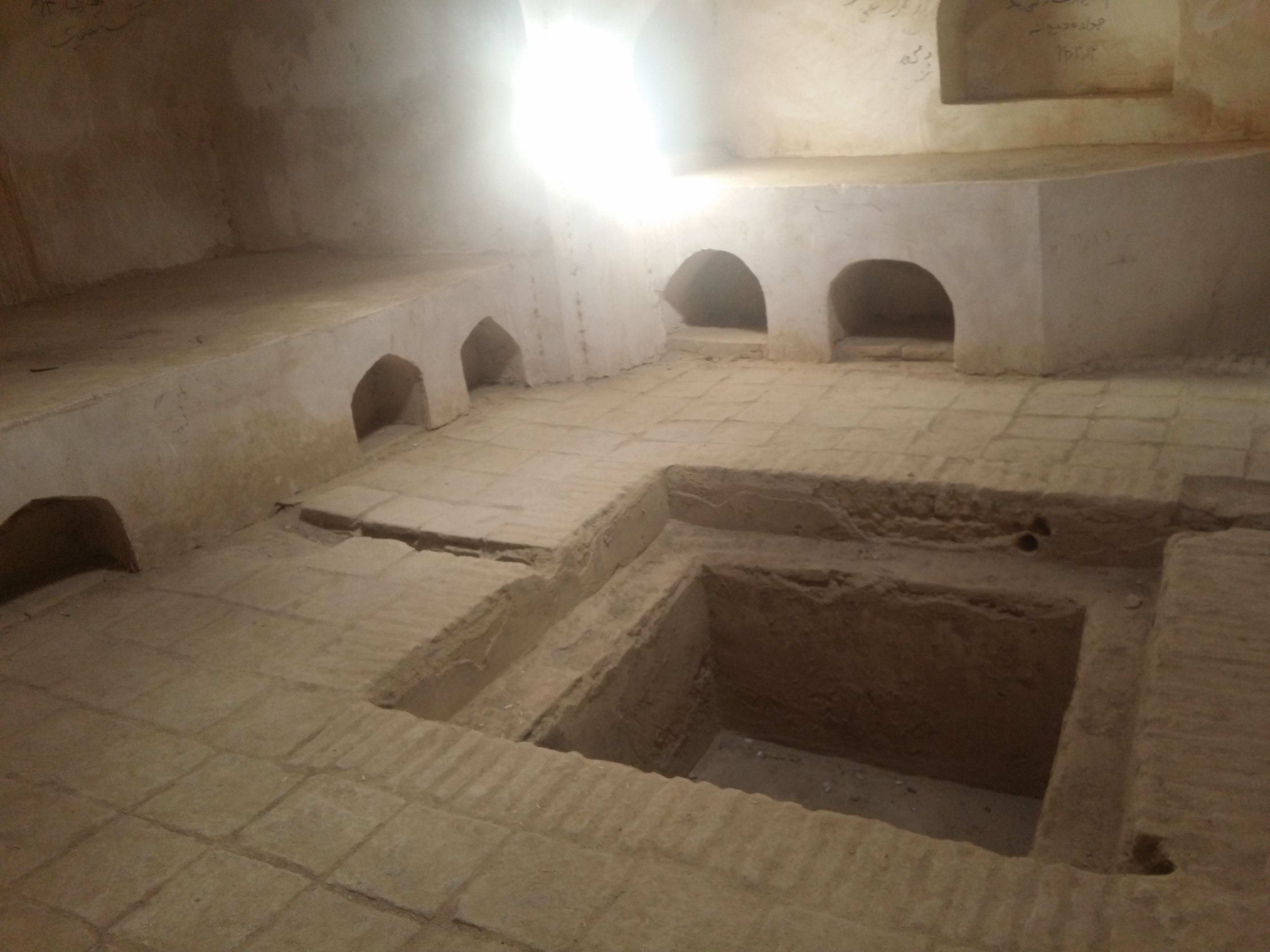
نمای درونی حمام کوشک
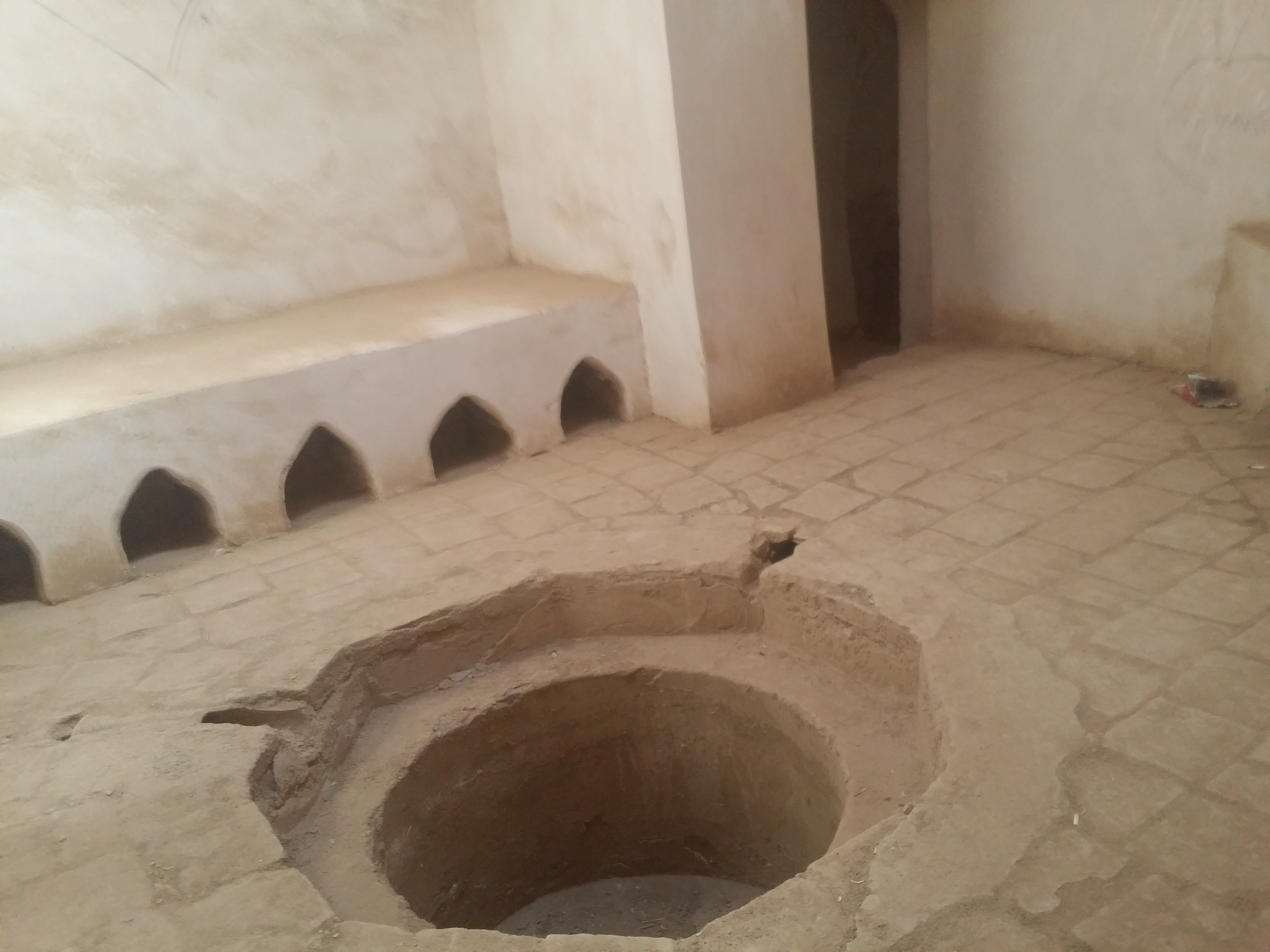
نمای درونی حمام کوشک